# Seminario de Problemas Científicos y Filosóficos
El Seminario de Problemas Científicos y Filosóficos es un proyecto académico interdisciplinario creado en la Universidad Nacional Autónoma de México (UNAM) en 1955. Su propósito principal es establecer un diálogo entre la ciencia y la filosofía para reflexionar sobre los problemas fundamentales que surgen en ambas disciplinas.

## Historia
El Seminario de Problemas Científicos y Filosóficos fue fundado por tres prominentes figuras académicas mexicanas: Samuel Ramos, filósofo y director de la Facultad de Filosofía y Letras; Elí de Gortari, filósofo e historiador de la ciencia, y Guillermo Haro, astrónomo de la UNAM. Aunque los tres participaron activamente en el desarrollo inicial del seminario, Elí de Gortari fue quien tuvo un mayor involucramiento en su desarrollo y continuidad.
Conformado por un grupo de aproximadamente 200 investigadores, el seminario se caracterizó, en su primera etapa, por su enfoque horizontal y participativo. Las reuniones se realizaban mensualmente y ofrecían un espacio para discutir trabajos previamente presentados por los participantes. El seminario no contó con funcionarios ni una estructura administrativa compleja, dependiendo únicamente de dos trabajadores remunerados: una mecanógrafa y un técnico en ediciones. La UNAM apoyó la iniciativa asumiendo los costos de impresión, traducción y correo, aunque el seminario no ejerció un presupuesto formal. Eli de Gortari defendió su modelo de organización, basado en el entendimiento mutuo, la colaboración y la publicación abierta.
El contexto histórico de su creación coincide con un periodo de desarrollo industrial en México, impulsado por el gobierno de Lázaro Cárdenas. En este escenario, la ciencia era vista como un factor clave para el crecimiento del país, y el seminario buscaba nutrir la filosofía con los avances científicos y permitir una reflexión filosófica a la ciencia.

## Objetivos
Uno de los objetivos fundamentales del Seminario de Problemas Científicos y Filosóficos ha sido promover el diálogo entre ciencia y filosofía, con el fin de explorar los cambios filosóficos a la par del desarrollo científico. Durante sus primeras etapas, el seminario se centró en temas como:
- Filosofía de la ciencia
- Epistemología
- Relación entre conocimiento científico y sociedad
- Historia de las ciencias
- Física moderna, especialmente en relación con los conceptos de tiempo y espacio desde la teoría de la relatividad y la mecánica cuántica.

## Etapas del seminario
1. Primera etapa (1955-1960): Se enfocó principalmente en problemas de la física y en reflexiones filosóficas sobre la ciencia.
  - Bernal, J. D., & Gortari, E. de. (1960). La ciencia en nuestro tiempo. Universidad nacional Autónoma de México, Dirección General de Publicaciones.
  - Cabrera Camarena, E., & Gaxiola, A. (1960). Las relaciones semánticas entre patología y signo (Vol. 19). UNAM.
  - Cámara, F. L. (1958). La teoría del reflejo y la historia (Vol. 11). Univ. Nacional de México.
  - Casanova, González Casanova. (1957). El don, las inversiones extranjeras y la teoría social. UNAM, Coordinación de Humanidades.
  - Comas Camps, Margarita. (1957). La Biología de la enseñanza media y superior de Inglaterra. (Vol. 3). UNAM, Coordinación de Humanidades.
  - Comas, J. (1957). El proceso filogenético humano a la luz de los recientes hallazgos paleontológicos (14a ed.). UNAM.
  - Crowther, J. G., & José Luis González. (1957). Las ciencias de la energía. Universidad Nacional Autónoma de México, Dirección General de Publicaciones.
  - Fernández Méndez, E., & Universidad, N. A. de M. (1959). Criterios de la periodización cultural de la historia (17a ed.). UNAM.
  - Frank, Phillip. (1957). Las razones para aceptar las teorías científicas. (1a ed., Vol. 1). Universidad Nacional Autónoma de México.
  - Garaudy, R., & Rabiela de Gortari, Raquel. (1957). Del empirismo lógico a la semántica / (Vol. 2). Univ. Nal. de México.
  - García Máynez, E. (1958). Principios supremos de la ontología formal del derecho y de la lógica jurídica (Vol. 3).
  - Genovés, S. (1959). El oreopithecus en la evolución de los homínidos (16a ed.). Universidad Nacional Autónoma de México.
  - Gonzalo Aguirre, B. (1955). Teoría de los centros coordinadores. (Vol. 2).
  - Gortari, E. de. (1955). Propiedades dialécticas de la negación lógica. UNAM, Coordinación de Humanidades.
  - Gortari, E. de. (1959). El hombre y la naturaleza (Vol. 13). UNAM.
  - Graef Fernández, C. (1955). Espacio matemático y espacio físico (Vol. 2). UNAM, Coordinación de Humanidades.
  - Hartman, R. S. (1959). La estructura del valor: Fundamentos de la axiología científica. México, Fondo de Cultura Económica. http://archive.org/details/rshartman1959estructuravalor
  - Labastida, H. (1955). Experiencia y deducción (Vol. 7). UNAM, Coordinación de Humanidades.
  - Larroyo, F. (1957). Tipos históricos de filosofar en América durante la época colonial. UNAM, Coordinación de Humanidades.
  - Laso, J. A. (1957). Esquema de una filosofía de las matemáticas (Vol. 12). UNAM, Coordinación de Humanidades.
  - León Portilla, Miguel. (1959). Tres formas del pensamiento náhuatl. UNAM, Coordinación de Humanidades.
  - Ramos, S., & Gortari, Eli de. (1955). El problema del a priori y la experiencia (Cuadernos del Seminario de problemas científicos y filosóficos.). Coordinación de humanidades.
  - Rioja y Lo Blanco, Enrique. (1958). Algunos conceptos ecológicos de interés para el sociólogo y el economista (Vol. 7). UNAM, Coordinación de Humanidades.
  - Silva Herzog, J. (1960). ¿Comunismo o democracia social? (2a. ed). Universidad Nacional Autónoma de México, Coordinación de Humanidades.
2. Segunda etapa (1960-1970): Durante este periodo, las discusiones se ampliaron para incluir la cibernética y las ciencias sociales, bajo la influencia del materialismo histórico. El seminario fue interrumpido temporalmente cuando Elí de Gortari fue encarcelado tras el movimiento estudiantil de 1968.
  - Achinstein, P. (1967). Los modelos teóricos (Sancho, Magdalena, Trad.; Vol. 8). UNAM.
  - Cornu, A. (1960). Formación y desarrollo del clasicismo francés /: Vol. ´24 (J. Brom, Trad.). Univ. Nal. de México,.
  - Dock, S. (1960). Ciencia y filosofía (Vol. 23). UNAM, Coordinación de Humanidades.
  - Drake, F. (1960). ¿Cómo podemos detectar las transmisiones de radio provenientes de sistemas planetarios lejanos. (Vol. 22). UNAM, Coordinación de Humanidades.
  - Fok, V. A. (1960). Crítica epistemológica de las teorías recientes (Vol. 29). UNAM, Coordinación de Humanidades.
  - Haldane, J. B. S. (1967). El tiempo en la biología (6a ed.). UNAM.
  - Heisenberg, W. (1967). El humanismo en la filosofía de la ciencia (4a ed.). UNAM, Seminario de Problemas Científicos y Filosóficos.
  - Huang, S. (1960). La existencia de la vida en el universo (Vol. 22). UNAM, Coordinación de Humanidades.
  - Huang, S., Drake, & Donald, F. (1960). Sobre la vida en otros sistemas planetarios / (Vol. 22). Univ. Nal. de México.
  - Kolman, F. (1966). Qué es la cibernética. siglo veinte.
  - Lavocat, R. (1966). Evolución biológica e información (Vol. 8). Universidad Nacional Autónoma de México.
  - Mays, W. (1963). La historia y la filosofía de la ciencia en las universidades de la Comunidad Británica (Vol. 1). Universidad Nacional Autónoma de México.
  - Powell, C. F., & M. Luban. (1967). El papel de la ciencia pura en la civilización europea. (5a ed., Vol. 1). UNAM.
  - Raiga, A., Rabell, C., & González, J. L. (1967). El bacteriófago de D’Hérelle (2a ed.). Universidad Nacional Autónoma de México.
  - Reyes, A. (1960). Los nuevos caminos de la lingüística (21a ed.). UNAM.
  - Rochhausen, R., Brom, J., & Rochhausen, R. (1960). El problema de la totalidad en la biología (27a ed.). UNAM.
  - Sánchez Vázquez, A. (1960). Marxismo y Existencialismo (Vol. 28). UNAM, Coordinación de Humanidades.
  - Schaff, A. (1960). La concepción del individuo en la filosofía (25a ed.). Universidad Nacional de México.
  - Swadesh, M. (1960). Tras la huella lingüística de la prehistoria (26a ed.). UNAM.
3. Nueva época (a partir de 1992): Tras la muerte de Elí de Gortari,[4] el entonces rector de la UNAM José Sarukhán Kermez emitió un "Acuerdo por el que se establece el programa denominado seminario de problemas científicos y filosóficos"[5] y el seminario quedó bajo la coordinación de Ruy Pérez Tamayo. Así retomó sus actividades con una estructura más inclusiva, invitando a especialistas de diferentes instituciones académicas, como la UNAM, la Universidad Autónoma Metropolitana y el Instituto Politécnico Nacional.
4. El 25 de mayo de 2023 mediante un acuerdo, el rector Enrique Luis Graue Wiechers actualiza el nombre del seminario por el de Seminario Universitario de Problemas Científicos y Filosóficos.[6]Pasando a formar parte de la Secretaría de Desarrollo Institucional de la UNAM.[7]En la etapa actual reestructurada la coordinación quedó en Ambrosio Velasco Gómez.

## Publicaciones
El seminario ha producido una serie de publicaciones a lo largo de su historia, organizadas en tres categorías principales:
1. Cuadernos del Seminario de Problemas Científicos y Filosóficos: 
  - La primera serie constó de 14 cuadernos y 13 suplementos publicados entre 1955 y 1957. Estos cuadernos incluyeron temas relacionados principalmente con la filosofía de la ciencia.
  - Documentaban las exposiciones y discusiones realizadas en las reuniones
  - La segunda serie consistió en 20 cuadernos y 30 suplementos, publicados entre 1957 y 1960. En esta serie, además de los temas científicos, se incluyeron reflexiones sobre las ciencias sociales y la historia.

1. Suplementos del Seminario de Problemas Científicos y Filosóficos:
  - Los suplementos se editaron en conjunto con los Cuadernos para proporcionar material complementario a los temas discutidos en las sesiones del Seminario. Estaban destinados a ampliar las discusiones presentadas en las sesiones mensuales.
  - En total, hubo 30 suplementos en la segunda serie, y muchos de estos textos fueron traducciones de trabajos de filósofos y científicos extranjeros.

1. Problemas científicos y filosóficos: Publicaciones reflexivas sobre temas discutidos en el seminario.
  - Esta colección incluyó 25 títulos publicados entre 1955 y 1960, reflejando los debates e intereses del Seminario. La mayoría de estos textos se centraron en temas relacionados con la física moderna, el determinismo, el indeterminismo y la epistemología.